# Anne Freitag
Anne Freitag (Leipzig, 1984) is een Duitse traversofluitiste.

## Levensloop
Anne Freitag kreeg haar eerste muzikale opleiding toen ze vijf was. Ze studeerde verder bij Robert Ehrlich (blokfluit) aan de Muziekacademie in Leipzig, waar ze verslingerd werd op Oude muziek en op de traversofluit.
Ze volgde daarop de lessen voor barokfluit bij Christoph Huntgeburth in de Muziekacademie van Berlijn. In 2010 behaalde ze haar diploma aan de Schola Cantorum Basiliensis in Bazel. Ze had er de lessen gevolgd van Marc Hantaï, en voor de improvisatie van Nicola Cumer en Rudolf Lutz. Ze was stagiair bij het Orchestra of the Age of Enlightenment waarmee ze aan projecten deelnam voor klassieke en romantische muziek onder de leiding van Robin Ticciati, Sir Simon Rattle en Vladimir Jurowski.
Tijdens het 55ste Concours voor Duitse hogescholen in Stuttgart (2007) won ze de eerste prijs en bij het 6de Internationale Schmelzer Concours in Melk (2008) en het 5de Internationale Telemann Concours in Maagdenburg (2009) won ze telkens de tweede prijs.
Anne Freitag heeft deelgenomen aan heel wat festivals zoals Musikfest Bremen, Slovenian Festival Radovljica, Resonanzen Festival in Wenen, International Barocktage in Melk and Telemann-Festival in Maagdenburg. 
In 2011 won ze de Eerste prijs in het internationaal concours van het Musica Antiqua Festival in Brugge.